# Grzymiszew (stacja kolejowa)
Grzymiszew − dawna wąskotorowa stacja kolejowa w Grzymiszewie, w Polsce, w województwie wielkopolskim, w powiecie tureckim, w gminie Tuliszków. Została zbudowana w latach 1914-1917 razem z linią do Turku. W lipcu 1991 roku została zamknięta dla ruchu pasażerskiego. Od czerwca 2002 roku jest używana w ruchu towarowym. Należy do Kaliskiej Kolei Dojazdowej. Obecnym jej operatorem jest Stowarzyszenie Kolejowych Przewozów Lokalnych.

W 2023 roku stacja wraz z torowiskiem została rozebrana pod budowę obwodnicy Grzymiszewa na trasie DK72.